# Rocío San Miguel

Rocío Del Carmen San Miguel Sosa (Caracas, Venezuela, 6 de maio de 1966) é uma advogada e ativista de direitos humanos venezuelana com nacionalidade espanhola. É analista especialista e independente da situação política e militar na Venezuela e presidente da ONG Control Ciudadano. Também supervisiona os compromissos do Estado venezuelano com o Estatuto de Roma e a Comissão Interamericana de Direitos Humanos (CIDH).
Em 9 de fevereiro de 2024, foi detida por funcionários de segurança venezuelanos. A única informação disponível sobre o paradeiro de San Miguel nos dias seguintes veio do procurador-geral da Venezuela Tarek William Saab, que, sem apresentar provas, vinculou San Miguel em uma suposta conspiração para assassinar o presidente Nicolás Maduro. Após quatro dias de incerteza, revelou-se que San Miguel estava detida no Helicoide, e sua família sob custódia estatal.
Este incidente teve grande repercussão nos círculos de direitos humanos da Venezuela, especialmente em um contexto onde a repressão e a crise econômica limitaram severamente os espaços para a atuação civil. A detenção de San Miguel, é particularmente notável não só pelo seu alto perfil, mas também pela prática de deter toda a sua família, o que no direito internacional é conhecido como "desaparecimento forçado". O Brasil optou por não assinar uma nota conjunta de países latino-americanos que condenava a prisão de Rocío San Miguel. O comunicado, assinado por Argentina, Equador, Paraguai, Uruguai e Costa Rica, expressava preocupação com as ações arbitrárias do regime de Maduro e pedia a libertação imediata da presa política.

## Carreira
Rocío San Miguel trabalhou desde o início do ano 2000 no Ministério da Infraestrutura como diretora geral de gabinete, até ser expulsa por Jose Vicente Rangel por discriminação política. Rocío San Miguel, fundadora em 2005 da ONG Control Ciudadano e sua presidente, uma associação civil cujo objetivo é a supervisão dos cidadãos em temas de segurança nacional, defesa e das Forças Armadas. Também supervisionou os compromissos do Estado venezuelano com o Estatuto de Roma e a Comissão Interamericana de Direitos Humanos (CIDH). Posteriormente, atuou como pesquisadora no Conselho Nacional de Segurança e Defesa da Nação, foi consultora jurídica do Conselho Nacional de Fronteiras, assessora associada do Centro de Estudos Militares Avançados e professora da Escola Superior de Guerra Naval, da Escola Superior de Guerra Aérea e da Escola Superior da Guarda Nacional. Seu papel mais destacado dentro da administração pública foi a partir do ano de 2009, quando passou a trabalhar no Ministério da Defesa no escritório de assuntos internacionais estratégicos. Em 2014, foi transferida do Ministério da Defesa para a Consultoria do Exército Nacional, onde atuou como assessora-chefe por um período de quatro anos, trabalhando também para outros órgãos do Estado, como o Ministério das Relações Exteriores.
Em 2017, criticou o Ataque ao forte de Paramacay, descartando a via armada para sair do regime. Em 2018, ganhou um caso na Corte Interamericana de Direitos Humanos pela violação de seus direitos políticos e de expressão.

## Assédio e difamação
Rocío San Miguel sofreu constante assédio por parte de funcionários do governo venezuelano e de pessoas anônimas, além de difamação através de diferentes meios de comunicação televisivos, impressos e radiofônicos estatais. Em 18 de janeiro de 2012, a Comissão Interamericana de Direitos Humanos concedeu medidas cautelares de proteção a favor de Rocío e sua filha.
Meses depois, em 29 de junho de 2012, o Serviço Bolivariano de Inteligência Nacional (SEBIN) invadiu a residência do irmão de Rocío, José Manuel San Miguel. Em 25 de março de 2014, o presidente Nicolás Maduro fez declarações difamatórias em cadeia nacional contra Rocío e a acusou de estar envolvida em uma tentativa de golpe de Estado. Alguns dias antes, em 18 de março de 2014, um desconhecido se aproximou dela enquanto estava em seu veículo e a ameaçou repetidas vezes. Em 2 de maio de 2014, o então ministro do Interior e Justiça, Miguel Rodríguez Torres, acusou Rocío de ser uma espiã.
Em 17 de dezembro de 2014, durante seu programa de televisão "Com o Martelo Batendo" transmitido pela Venezolana de Televisión, Diosdado Cabello, presidente da Assembleia Nacional e vice-presidente do Partido Socialista Unido da Venezuela (PSUV), fez comentários difamatórios contra defensores de direitos humanos na Venezuela. Esses comentários focaram em uma reunião realizada em 1 de dezembro de 2014 no escritório da Human Rights Watch em Nova York, à qual compareceram vários defensores de direitos humanos, incluindo Marcos Ponce, Rocío San Miguel e Carlos Nieto Palma, entre outros. Cabello erroneamente implicou Marino Alvarado e Humberto Prado Sifontes na reunião, embora não tivessem participado dela.Cabello sugeriu que na reunião foi planejada uma estratégia de desestabilização para 2015, retomando campanhas violentas similares às ocorridas no início de 2014. Acusou os participantes de planejar manifestações disruptivas e criticou as ONGs por falar de supostas violações de direitos humanos na Venezuela. Além disso, insinuou que Marcos Ponce organizaria protestos sindicais em 2015 e desacreditou Marino Alvarado e Humberto Prado Sifontes.
Por outro lado, em 25 de março de 2014, o presidente Nicolás Maduro acusou Rocío San Miguel de estar envolvida em uma tentativa de golpe de estado. Essa acusação ocorreu após San Miguel tentar visitar três generais detidos por suposto golpismo. Anteriormente, em 18 de março, San Miguel havia sido ameaçada por um desconhecido.As ações de Cabello e Maduro têm sido consideradas parte de uma campanha de difamação e criminalização contra os defensores de direitos humanos na Venezuela. Organizações como a Front Line Defenders instaram as autoridades venezuelanas a proteger os defensores de direitos humanos, esclarecer que as declarações de Cabello são inaceitáveis e não refletem a política governamental, e garantir que os defensores possam operar livremente sem medo de represálias. Também solicitaram medidas para proteger a integridade de Rocío San Miguel, em cumprimento das medidas cautelares concedidas pela CIDH.

## Detenção e processos judiciais
Em 9 de fevereiro de 2024, Rocío del Carmen San Miguel Sosa foi detida por funcionários de segurança venezuelanos no Aeroporto Internacional de Maiquetía Simón Bolívar,  perto de Caracas. A detenção ocorreu sob um mandado de prisão emitido no contexto da investigação de uma trama conspiratória denominada "Brazalete Blanco", descrita como uma "tentativa de magnicídio contra Nicolás Maduro e outros funcionários".Além dela, foram detidos dois irmãos, seu ex-marido Alejandro José González Canales, e outros familiares, incluindo Víctor Díaz Paruta, pai de sua filha Miranda. Embora Miranda tenha sido inicialmente libertada, seu paradeiro atual é desconhecido, e presume-se que também esteja detida.
Em resposta à detenção, organizações internacionais de direitos humanos, como Amnistia Internacional, pediram a libertação imediata e incondicional de San Miguel, citando uma medida cautelar de proteção emitida pela Comissão Interamericana de Direitos Humanos (CIDH) em 2012. Adicionalmente, a Corte Interamericana de Direitos Humanos havia solicitado anteriormente ao Estado venezuelano relatórios sobre o cumprimento de uma sentença favorável a San Miguel em 2018, em relação à sua demissão de cargos públicos em 2004 depois de apoiar um referendo revogatório contra o então presidente Hugo Chávez.
As ações legais contra San Miguel têm sido objeto de críticas por parte de diversas organizações não governamentais e figuras políticas da oposição. María Corina Machado e Henrique Capriles, entre outros, denunciaram a detenção como parte de uma série de atos de perseguição e repressão por parte do governo atual. A Amnistia Internacional manifestou preocupação com o desaparecimento forçado de San Miguel, enquanto a ONG Provea e o Frente Amplio de Mujeres rejeitaram categoricamente sua detenção arbitrária e desaparecimento.

### Reação internacional
O porta-voz da Casa Branca, John Kirby, expressou a "profunda preocupação" de Washington com este evento, enfatizando a vigilância constante do governo estadunidense sobre a situação de San Miguel, que também é presidente da organização Control Ciudadano.Esta situação colocou em destaque as tensões entre os Estados Unidos e o governo de Nicolás Maduro na Venezuela. Washington enfatizou a necessidade de Maduro cumprir com os compromissos adquiridos anteriormente, particularmente em relação ao tratamento da sociedade civil, dos opositores políticos, dos partidos e dos candidatos presidenciais.O porta-voz do Conselho de Segurança Nacional dos EUA reiterou a importância de respeitar as garantias dos ativistas políticos, no contexto da detenção de San Miguel. Esta posição evidencia uma preocupação específica com a repressão contra a dissidência na Venezuela, fazendo um apelo pelo seu fim e pela proteção dos direitos daqueles que defendem pacificamente a democracia.
O presidente do Uruguai, Luis Lacalle Pou, demonstrou uma postura crítica em relação à situação após a recente detenção da ativista Rocío San Miguel e cinco de seus familiares. Lacalle Pou, ao se referir a esses eventos, afirmou que a situação na Venezuela é evidência de uma ditadura, destacando a ausência de eleições livres e a detenção injusta de pessoas. Esse comentário surgiu depois que Lacalle Pou solicitou ao embaixador uruguaio na Venezuela, Eber da Rosa, que informasse sobre os recentes acontecimentos políticos no país. A preocupação do presidente uruguaio não se concentra apenas na detenção de San Miguel, mas também no retrocesso das negociações e no Acordo de Barbados, que buscava uma solução para a crise venezuelana.
O Ministro das Relações Exteriores do Uruguai, Omar Paganini, reafirmou essa preocupação através de uma publicação na rede social X, onde mencionou a decisão de chamar o embaixador na Venezuela para consultas sobre os acontecimentos preocupantes que comprometem a viabilidade de eleições livres, democráticas e competitivas na Venezuela. Além disso, o Ministério das Relações Exteriores do Uruguai já havia expressado sua preocupação pela inabilitação de opositores nas eleições venezuelanas, o que consideram uma contradição aos Acordos de Barbados assinados em outubro passado com garantidores internacionais.
O Ministro dos Assuntos Exteriores da Espanha, José Manuel Albares, manteve uma conversa telefônica com o diplomata do regime da Venezuela, Yván Gil. Durante esta conversa, Albares expressou sua preocupação pela detenção de San Miguel e abordou a situação do escritório do Alto Comissariado das Nações Unidas na Venezuela, cujas atividades foram recentemente suspensas pelo governo venezuelano. Esta ação do governo venezuelano provocou a condenação e preocupação de numerosas organizações internacionais. Entre elas, a Missão Internacional Independente da ONU para a Venezuela, a Comissão Interamericana de Direitos Humanos (CIDH) e a Anistia Internacional exigiram que o governo venezuelano respeite os direitos de San Miguel e criticaram sua detenção. A suspensão das atividades do Escritório do Alto Comissariado de Direitos Humanos em Caracas, anunciada pelo governo venezuelano, adiciona uma camada adicional de complexidade à situação dos direitos humanos no país.
O Painel de Peritos Internacionais Independentes sobre a possível comissão de crimes contra a humanidade na Venezuela, pertencente à Organização dos Estados Americanos (OEA), manifestou sua preocupação diante da situação de Rocío San Miguel, defensora de direitos humanos e presidente da Control Ciudadano. O Painel observa que sua detenção arbitrária e desaparecimento forçado se alinham com o padrão de crimes contra a humanidade na Venezuela, tema central de seus relatórios desde maio de 2018. O Painel, que foi estabelecido em setembro de 2017 pelo Secretário-Geral da OEA, Luis Almagro, revelou que San Miguel foi vítima de desaparecimento forçado e posteriormente transferida para o centro de detenção conhecido como "El Helicoide". Este local tem sido identificado pela Missão Internacional Independente das Nações Unidas e outras organizações de direitos humanos como um local onde se cometem atos de tortura, denunciados perante o Tribunal Penal Internacional (TPI).